# Ле Карре, Джон
Де́йвид Джон Мур Ко́рнуэлл (англ. David John Moore Cornwell; 19 октября 1931, Пул, Англия — 12 декабря 2020, Труро, Англия), более известный под псевдонимом Джон ле Карре́ (англ. John le Carré), — английский писатель, автор шпионских романов. За полувековую писательскую карьеру опубликовал 22 романа, которые переведены на 36 языков.

## Биография
Когда Джону было пять лет, его отец попал в тюрьму за мошенничество, что, по словам ле Карре, повлияло на его склонность к детективам.
Учился в школе сначала в Беркшире, в школе Сент-Эндрю, потом в Дорсете.
В 1948 году ле Карре уехал в Швейцарию, где учился в Бернском университете, там он год изучал немецкую литературу, затем проходил военную службу в Австрии в составе Британского разведывательного корпуса.
После военной службы учился в Оксфорде — с 1952 года в его Линкольн-колледже, который окончил в 1956 году с первоклассной степенью с отличием по современным языкам. Там он сотрудничал с контрразведкой МИ-5 для слежки за левыми, внедрившись в их сообщество, для чего Джон вступил в Оксфордский университетский коммунистический клуб и другие их организации.
Два года (1956/58) ле Карре преподавал французский и немецкий языки в Итонском колледже, а в 1958 году начал работу в качестве штатного сотрудника МИ-5.
В 1959 году он перешёл на работу в разведслужбу МИ-6, где работал последующие пять лет под дипломатическим прикрытием в ФРГ. Вначале он занимал должность второго секретаря посольства Великобритании в Бонне, затем — консула в Гамбурге.
Ле Карре опубликовал свой первый роман «Звонок мертвецу» в 1961 году. В это время он работал на государственной службе, поэтому был вынужден взять псевдоним. Бестселлером стала третья книга — «Шпион, пришедший с холода», после выхода которой ле Карре уволился из Министерства иностранных дел и посвятил себя литературному творчеству. Большое внимание критиков и публики привлёк роман «Маленькая барабанщица» (1983), также ставший бестселлером.
В 1954 году он женился на Анне Веронике Шарп. Через год после развода, последовавшего в 1971 году, женился на Валерии Джейн Юстас. У писателя 4 сына (Саймон, Стивен и Тимоти от первого брака и Николас — от второго) и 12 внуков. После выхода в отставку он жил на греческих островах, затем вернулся на родину.
В 1987 году Ле Карре приезжал в СССР. Работая над книгой «Сингл и Сингл», в 1998 году дважды посетил Грузию, в частности западные области — Мегрелию (Сенаки, Накалакеви, Бетлеми и так далее).
В обществе Джона ле Карре находился Иосиф Бродский в момент объявления о присуждении ему Нобелевской премии по литературе.
Ле Карре умер 12 декабря 2020 года в Королевском Корнуоллском госпитале в городе Труро, Корнуолл. Ранее причиной смерти сообщалась пневмония, однако коронерское дознание установило причиной смерти травмы, полученные ле Карре при падении в своём доме. По заявлению старшего сына писателя, Саймона, «папа встал ночью, что не редкость, и поскользнулся или споткнулся в ванной»; кроме того, он также уточнил, что мобильность его отца была «ограниченной, но амбициозной».
Вдова ле Карре, Валери, скончалась 27 февраля 2021 года, в возрасте 82 лет.

## Творчество
Сочинять он начал ещё в конце 1940-х годов. В 1948 году даже выиграл школьный приз за лучшее английское стихотворение.
В шпионских произведениях Ле Карре обходится без супергероев, без романтической окраски профессии секретного агента. Он рисует напряжённый, но тусклый будничный мир работы спецслужб, мощное противостояние разведок, но без перестрелок и затянувшихся погонь. Его герои — «антиджеймсбонды». Ле Карре отрицательно относился к творчеству Флеминга и называл агента 007 «фальшивым». Ле Карре утверждал, что дух каждой нации находит отражение в характере деятельности её разведки.
Самого Ле Карре отличает внимание не только к сюжету, но и к мельчайшим подробностям характера героев, деталям обстановки, общей атмосферы и тому подобным нюансам и элементам.

### Произведения
| Год          | Русский перевод                                                                                                  | Оригинал                                | Аннотация | Экранизация |
| ------------ | --- | --------------------------------------- | --- | --- |
| 1961         | «Звонок мертвецу» (Звонок мертвеца, Звонок покойнику, Звонок покойному, Звонок в могилу, Со смертельным исходом) | англ. Call for the Dead                 | Смайли проводит профилактическую беседу с подозреваемым в симпатиях к коммунизму, и тот вдруг совершает самоубийство. | 1966: Дело самоубийцы. Режиссёр Сидни Люмет. В гл. роли Джеймс Мэйсон                                                                         |
| 1962         | «Убийство по-джентльменски»                                                                                      | англ. A Murder of Quality               | Жена преподавателя элитной частной школы присылает странное письмо редактору баптистской газеты, которая оказывается давней знакомой Смайли. Нет элементов шпионажа, классический английский детектив про убийство в элитной школе. | 1991: Убийство по-джентльменски. В гл. роли Денхолм Эллиотт.                                                                                  |
| 1963         | «Шпион, пришедший с холода» (Шпион, вернувшийся с холода)                                                        | англ. The Spy Who Came in from the Cold | Алек Лимас, чья сеть агентов целиком провалилась в Восточном Берлине, возвращается в Лондон, на секретную службу, однако, по мнению окружающих, у него нервный срыв. Смайли — третьестепенный персонаж, злодей-немец перекочевал из первого романа цикла. | 1965: Шпион, пришедший с холода. Режиссёр Мартин Ритт. В гл. роли Ричард Бёртон                                                               |
| 1965         | «Война в Зазеркалье»                                                                                             | англ. The Looking-Glass War             | «Департамент», конкурирующий с «Цирком», где работает Смайли (второстепенный персонаж), засылает агентов в Восточную Германию. Автор называл этот роман сатирическим. | 1969: Зеркальная война. В гл. роли Кристофер Джонс.                                                                                           |
| 1968         | «В одном немецком городке» (Маленький городок в Германии, В маленьком городке на Рейне)                          | англ. A Small Town in Germany           | Расследователь МВД Алан Тёрнер прибывает в столичный, но на самом деле глубоко провинциальный Бонн, чтобы расследовать исчезновение сотрудника британского посольства. (Первый роман писателя без упоминания Смайли). | |
| 1971         | нет | англ. The Naïve & Sentimental Lover     | Книга, написанная Ле Карре во время развода, не является шпионским романом, однако несёт много автобиографических черт. Герой, переживающий кризис среднего возраста, во время поездки встречает писателя и его красавицу-жену и влюбляется в них обоих и их образ жизни. Линейного сюжета книга, по сути, не имеет, являясь сатирическим исследованием любви и одержимости.                                                                                                  | |
| 1974         | «Шпион, выйди вон!»                                                                                              | англ. Tinker, Tailor, Soldier, Spy      | Смайли пытается выяснить, кто в Цирке является русским агентом. Первая книга из подцикла «Трилогия Карлы», где появляется агент КГБ по кличке Карла, противник Смайли. | 1979: Шпион, выйди вон! (телесериал). В гл. роли Алек Гиннесс. 2011: Шпион, выйди вон! В гл. роли Гари Олдман.                                |
| 1977         | «Достопочтенный школяр»                                                                                          | англ. The Honourable Schoolboy          | Смайли организует мощную операцию в Гонконге, чтобы вернуть английской разведке былое влияние. (Карла-2) | |
| 1979         | «Команда Смайли»                                                                                                 | англ. Smiley’s People                   | Смайли борется с Карлой, который пытается с помощью русских эмигрантов организовать выезд из СССР с подложными документами одной девушки (Карла-3). | 1982: Команда Смайли (телесериал). В гл. роли Алек Гиннесс.                                                                                   |
| 1983         | «Маленькая барабанщица»                                                                                          | англ. The Little Drummer Girl           | Израильские спецслужбы вербуют английскую актрису для внедрения к палестинским террористам. | 1984: Маленькая барабанщица. В гл. роли Дайан Китон. 2018: Маленькая барабанщица (телесериал). Режиссёр Пак Чхан-ука. В гл. роли Флоренс Пью. |
| 1986         | «Идеальный шпион»                                                                                                | англ. A Perfect Spy                     | Английский резидент в Вене, специалист по Чехословакии, после смерти отца (знатного мошенника) испытывает душевный кризис и исчезает. Его ищут секретные службы нескольких стран. | 1987: Идеальный шпион (телесериал). В гл. роли Питер Иган.                                                                                    |
| 1989         | «Русский дом» (Русский отдел)                                                                                    | англ. The Russia House                  | Москва, Перестройка, Международная книжная ярмарка. По случайности в шпионскую аферу, связанную с передачей данных советским учёным, ввязывается совершенно штатский англичанин, недотёпа, джазмен, алкоголик (по профессии издатель), которого поразила красота работницы русского издательства. | 1990: Русский дом. Режиссёр Фред Скеписи. Автор сценария Том Стоппард. В гл.ролях: Шон Коннери, Мишель Пфайффер                               |
| 1991         | «Секретный пилигрим»                                                                                             | англ. The Secret Pilgrim                | Нед, бывший глава Русского отдела (из предыдущего романа) вспоминает о десятке своих дел и агентов с 1960-х по 1990-е, периодически упоминая Смайли, своего ментора. По сути, книга представляет собой сборник новелл, через которые показано взросление главного героя. | |
| 1993         | «Ночной администратор»                                                                                           | англ. The Night Manager                 | Менеджер пятизвёздочного отеля, бывший солдат, волей судеб оказывается внедрён в окружение миллионера, торговца оружием. | 2016: Ночной администратор (телесериал). В гл. ролях Том Хиддлстон, Хью Лори                                                                  |
| 1995         | «Наша игра» | англ. Our Game                          | Бесследно исчезает профессор университета, пожилой бабник и наркоман, а также двойной советско-британский агент. Его английский куратор-отставник начинает его поиски, а также волнуется за свою молодую любовницу-пианистку. Ситуацию осложняет приезжий из новой России, борец за свободу ингушского народа. | |
| 1996         | «Портной из Панамы»                                                                                              | англ. The Tailor of Panama              | Панамский портной, обслуживающий высшие слои общества, оказывается завербован немолодым сотрудником британской разведки, пытающимся раздуть свою значимость. Всё это приводит к катастрофам. | 2001: Портной из Панамы. В гл. ролях: Джеффри Раш, Пирс Броснан                                                                               |
| 1999         | «Сингл & Сингл» (Сингл и Сингл)                                                                                  | англ. Single & Single                   | Скрывающийся в английской глуши Оливер, здоровенный увалень, подрабатывающий фокусником, призван из уединения своим куратором, чтобы снова разобраться в проблемах фирмы «Сингл & Сингл», чересчур увлекшейся отмывкой денег русско-грузинской мафии, обосновавшейся в Турции. | |
| 2001         | «Верный садовник» (Преданный садовник)                                                                           | англ. The Constant Gardener             | Кения, Найроби. Убита жена сотрудника британского посольства, которая была уж слишком распущена с мужчинами и добра к местным неграм. | 2005: Преданный садовник. В гл. ролях: Рэйф Файнс, Рэйчел Вайс                                                                                |
| 2003         | «Абсолютные друзья»                                                                                              | англ. Absolute Friends                  | Англичанин из Пакистана и немец, в юности подружившиеся в Берлине 1960-х годов периода студенческих бунтов, снова встречаются ещё раз десятилетие спустя, и тогда речь заходит о Штази. А потом ещё раз, во время войны в Ираке, когда они задумывают новую операцию, кажущуюся странной. | |
| 2006         | «Песнь признания» (Песня для зебры)                                                                              | англ. The Mission Song                  | Переводчик, родившиеся в Конго и работающий на британскую разведку, узнает детали масштабной секретной операции, планируемой на его родине. | |
| 2008         | «Особо опасен» (Самый опасный человек)                                                                           | англ. А Most Wanted Man                 | Молодой чеченец внедряется в турецкую диаспору в Берлине. Его берёт в разработку местная разведка. | 2014: Самый опасный человек. В гл. роли Филип Сеймур Хоффман                                                                                  |
| 2010         | «Такой же предатель, как мы»                                                                                     | англ. Our Kind of Traitor               | Русский олигарх предложил сотрудничество британской разведке, но за ним охотятся бывшие соратники из России. | 2016: Такой же предатель, как и мы. В гл. роли Юэн Макгрегор.                                                                                 |
| 2013         | «Особые обстоятельства»                                                                                          | англ. A Delicate Truth                  | Про англо-американскую тайную миссию на Гибралтар. | |
| 2016         | «Голубиный туннель. Истории из моей жизни»                                                                       | The Pigeon Tunnel: Stories from My Life | Мемуары. | 2023: Голубиный туннель. (документальный) Режиссёр Эррол Моррис                                                                               |
| 2017         | «Шпионское наследие»                                                                                             | A Legacy of Spies                       | Смайли. Приквел и одновременно сиквел романа «Шпион, пришедший с холода». Книга возникла во время предварительной работы по сериалу по указанному роману: продюсеры-сыновья писателя попросили его заполнить лакуны в сценарии. | |
| 2019         | «Полевой агент»                                                                                                  | Agent Running in the Field              | | |
| октябрь 2021 | | Silverview                              | Джулиан Лондсли отказался от работы в большом городе ради более спокойной жизни, и теперь управляет книжным магазином в английском приморском городке. Через несколько месяцев после начала такой жизни его навещает Эдвард, эмигрант из Польши, который обладает необычным количеством знаний о семье Джулиана и необычным интересом к его магазину. Шеф шпионов в Лондоне получает предупреждение о предательской утечке, и расследование приводит в этот прибрежный город. | |

## Экранизации
По романам Ле Карре снят целый ряд фильмов и телесериалов:

### Кино
- Шпион, пришедший с холода, 1965 год. Режиссёр Мартин Ритт. В главной роли Ричард Бёртон
- Дело самоубийцы (англ. The Deadly Affair), 1966 год, (по роману «Звонок покойнику»). Режиссёр Сидни Люмет. Премьера состоялась в октябре 1966 года. Главные роли исполнили Джеймс Мэйсон, Гарри Эндрюс и Кеннет Хэйг
- Зеркальная война, 1969 год.
- Маленькая барабанщица, 1984 год.
- Русский дом (англ. The Russia House). Режиссёр Фред Скеписи. Автор сценария Том Стоппард. В главных ролях: Шон Коннери, Мишель Пфайффер. 1990 год.
- Убийство по-джентльменски, 1991 год.
- Портной из Панамы, 2001 год.
- Преданный садовник, 2005 год.
- Шпион, выйди вон!, 2011 год.
- Самый опасный человек, 2014 год.
- Такой же предатель, как и мы, 2016 год.

### Телевидение
- Шпион, выйди вон! (сериал), мини-сериал, 1979 год.
- Команда Смайли[англ.] (англ. Smiley's People), 1982 год.
- Идеальный шпион, 1987 год.
- Ночной администратор, телесериал, 2016 год.
- Маленькая барабанщица, телесериал, 2018 год.
- Голубиный туннель. (документальный)  (англ. The Pigeon Tunnel), 2023 год.

Исполнил эпизодические роли в фильмах «Такой же предатель, как и мы» и «Шпион, выйди вон!», сериале «Ночной администратор», а также в двух экранизациях «Маленькой барабанщицы».
Жизни Ле Карре посвящен документальный фильм «Голубиный тоннель» Эррола Морриса, по одноименной автобиографической книге, содержит интервью с писателем.

## Отзывы и признание
- За роман «Шпион, пришедший с холода» получил в 1963 году «Золотой кинжал» — премию Британской ассоциации детективного и политического романа, в 1964 — премию Сомерсета Моэма,[24] в 1965 году — премию «Эдгар», присуждаемую «Обществом американского детектива»[5].
- Ещё один «Золотой кинжал» Ле Карре получил в 1977 году за роман «Достопочтенный школяр»[5].
- В 2011 г. награждён Медалью Гёте, вручаемой Институтом имени Гёте (Германия)[25].
- Почётный член оксфордского Линкольн-колледжа (2012)[2].
- Согласно интервью писателя, Евгений Примаков называл Смайли, персонажа романа «Шпион, пришедший с холода», своим книжным близнецом[19].